# Hamid Aït Amara
Hamid Aït Amara (né à Morhange le 6 février 1935 et mort à Montpellier le 11 novembre 2009) est un économiste et sociologue algérien, spécialiste notamment des questions agraires. Il a été enterré à Montpellier en France.

## Parcours
Hamid Aït Amara naît à Morhange où son père, militaire de carrière, était affecté. Dès l'année suivante, la famille retourne à Sétif suivant une nouvelle affectation paternelle.
Après ses études primaires à Sétif, Hamid Aït Amara est admis au concours d'entrée en 6e au lycée militaire de la Flèche dans la Sarthe, où il  poursuit ses études secondaires. En 1956, il revient à Sétif et s'engage dans le Mouvement National Algérien. En 1957, il est arrêté et interné dans le camp de "Ksar Ettir" d'où il est expulsé en 1958.
Il rejoint alors les réseaux des patriotes algériens dans la fédération de France du FLN. Il exerce pendant ce temps la profession de géomètre en Bretagne où il rencontre Nicole qui deviendra son épouse, ils auront trois enfants. À Paris ensuite, il mène des études au Collège coopératif et  à l'École pratique des hautes études (dont il est diplômé en géographie en 1965) avec le soutien d'Henri Desroche.

## Après l'indépendance
À l'indépendance du pays, en 1962, il retrouve sa famille à Alger et fait partie des premiers cadres du Ministère de l'agriculture (1963-1971). À l'Université d'Alger, il obtient une licence de droit en 1970. En 1972, il obtient un doctorat IIIe cycle en sociologie rurale à l'Université René Descartes puis, en 1990, une thèse complémentaire au doctorat d'État  en économie agricole à  l'Université de Paris[réf. souhaitée].
Il enseigne à l'Institut d'agronomie d'El-Harrach (1972-1979), puis est nommé chargé de cours à l'Institut des Sciences économiques d'Alger jusqu'à son départ forcé pour Montpellier en 1993, menacé par le terrorisme qui sévissait à cette période en Algérie. Il enseigne alors à l'université et à l'Institut agronomique méditerranéen de Montpellier (IAMM).
Il est le fondateur en 1991 et le principal animateur de l'AADRESS, Association algérienne pour la recherche en Science sociale, avec laquelle il organise deux colloques internationaux. Il est le fondateur du Forum Social en Algérie et militant actif du Comité des citoyens pour la défense de la République (CCDR). Hamid Aït Amara s'est engagé résolument dans un combat sans concession pour la défense des libertés démocratiques, pour une justice sociale, engagé également dans la défense d'une stratégie nationale de développement économique et pour la défense des droits des femmes.
Un colloque en sa mémoire s'est tenu les 14 et 15 novembre 2010 au siège du CENEAP, Birkhadem, à Alger.

## Ouvrages
- Politiques alimentaires et agricoles de l'Algérie, 1985
- Avec Bernard Founou-Tchuigoua (dir.), L'agriculture africaine en crise dans ses rapports avec l'État, l'industrialisation et la paysannerie, Paris, L'Harmattan, 1989 (ISBN 2-7384-0405-7)
- Avec Bernard Founou-Tchuigoua (dir.), African Agriculture: The Critical Choices, United Nations University Press, 1990  (ISBN 0-86232-799-7).
- L'agriculture méditerranéenne dans les rapports Nord-Sud, Paris, L'Harmattan, 1992 (ISBN 2738412025)
- Le handicap agricole de l'Algérie, 1999.
- Avec Jean Gallot, Benamar Mediene... (dir.), Algérie, Débats pour une issue. État des lieux, Conditions d'un développement global, Potentialités de nouveaux types de coopération et de partenariat avec la France et l'Europe. Assises pour un nouveau partenariat Algérie-France-Europe, 27-28 novembre 1998, Marseille, Paris, Publisud, 2000 (ISBN 2-86600-679-8)
- Introduction à l'économie de l'agriculture, Alger, Zyriab, 2005.
- Quel futur alimentaire pour l’Algérie ?, Alger, Mille-Feuilles, 2009.

## Filmographie
Coscénariste : Les Nomades (1975) - Leila et les autres (1978) - J'existe (1981) - Ouvriers paysans (1982) - L'agriculture manque-t-elle de bras ? (1982) - L'Avenir des jeunes ruraux (1982) - La Faim dans le monde (1984) - Nana Taous (2005) - La Cause des femmes (2007) - La Violence contre les femmes (2007)